# Parque nacional de Lauhanvuori

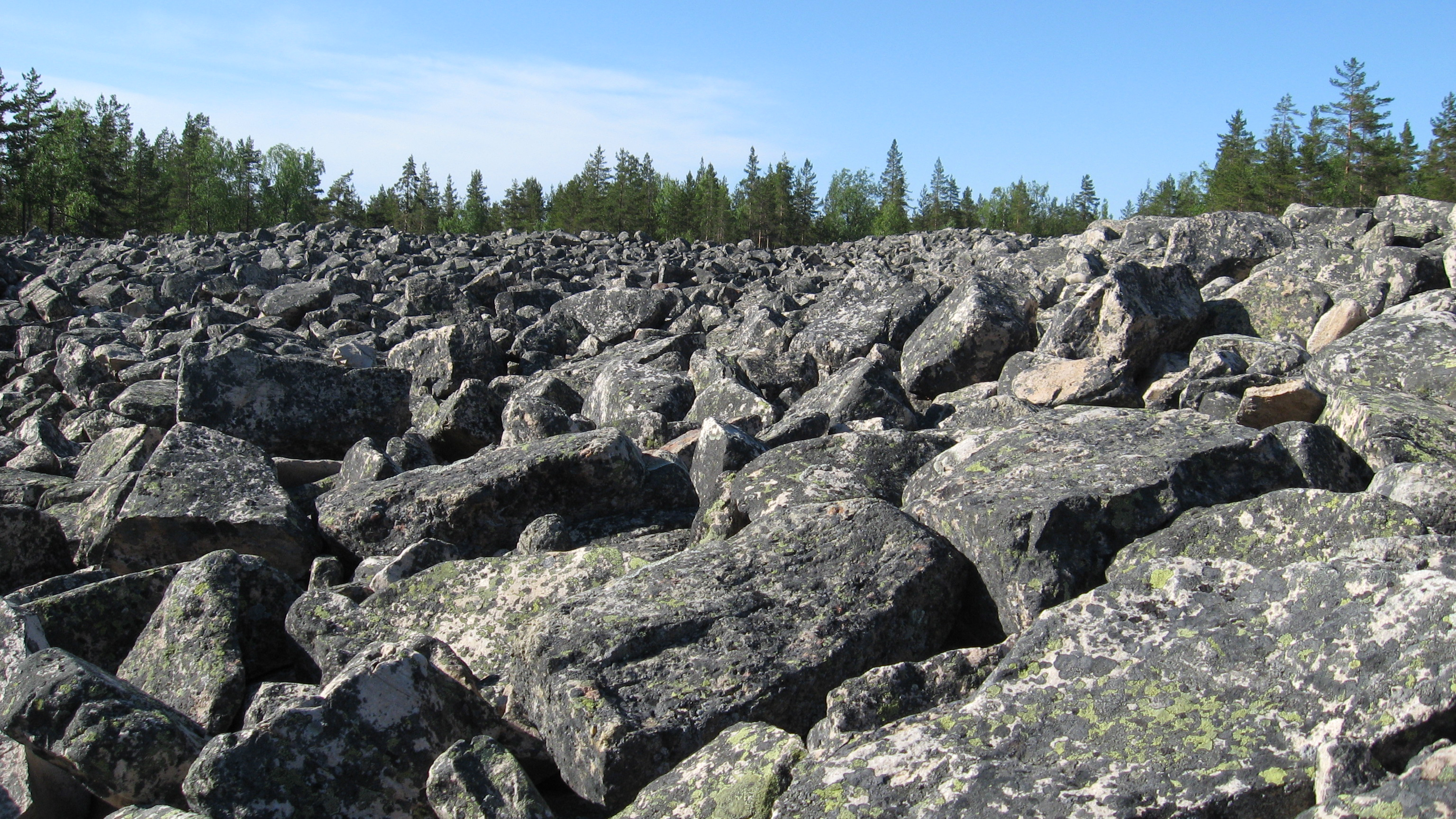
Campo de rocas de Kivijata, desde donde parte un sendero que lleva al lago Spitaalijärvi, en cuyo camino se encuentra el manantial de Peräkorpi.

El Parque nacional de Lauhanvuori (en finés: Lauhanvuoren kansallispuisto) se encuentra en la región de Ostrobotnia del Sur, en Finlandia, en la frontera de los municipios de Kauhajoki e Isojoki. Se estableció en 1982 y cubre 53 kilómetros cuadrados.

## Características
El parque se caracteriza por sus bosques de pinos, manantiales y pantanos. El monte Lauhanvuori es una morrena de 231 m de altura y uno de los puntos más altos del oeste de Finlandia, liberada de hielo hacia el 9500 a. C., cuando el glaciar se retiró. Nunca ha estado bajo el agua, de hecho, era una isla en medio del lago Ancylus. Por esa razón, su fertilidad es mayor en la cumbre que en las vertientes inferiores.
En la turbera que rodea el monte crece el bocado del diablo, la Rhynchospora fusca, Carex panicea, Juncus stygius, Tofieldia pusilla (asfódelo escocés) y muchos musgos raros. 
En verano, se pueden escuchar grullas y urogallos. Los pinos silvestres que hay en las laderas está cubiertos de líquenes, Es el hábitat del pinzón real y el ampelis europeo. En verano se oyen el zorzal charlo y el chotacabras europeo. En otoño, la laderas están decoradas con la planta Monotropa hypopitys, que no tiene clorofila y recibe los nutrientes de las raíces de los árboles.
En la base de la colina hay un lecho de roca arenisca del periodo Cámbrico, con 500 millones de años de antigüedad. Destaca asimismo la presencia de tors, afloramientos de roca que sobresalen del terreno por su mayor dureza y resistencia a la erosión. El más conocido es el tor de Aumakivi, una roca de granito en el extremo sudeste del parque que tiene 1900 millones de años.